# لوبیا تلخ
لوبیا تلخ (نام علمی: Parkia speciosa) نام یک گونه از زیرخانواده کهوریان است. درختی به ارتفاع ۳۰ متر با پوستی صاف یا فلسی و سخت و تاجی چتر مانند است. 